# Ріка Зараї
Ріка Зараї (фр. Rika Zaraï, уроджена Ривка Гозман; 19 лютого 1938, Єрусалим, Палестина (нині Ізраїль) — 23 грудня 2020) — ізраїльська та французька співачка.

## Біографія
Батько співачки був родом із Одеси, а мати з Воложина. Закінчила Єрусалимську академію музики та танцю за класом фортепіано. Виступати співачкою почала під час служби в ізраїльській армії, створивши там музичний гурт і написавши власний мюзикл. Була одружена з композитором Йохананом Зараї (івр., 1929—2016), який був аранжувальником і керівником оркестру, що супроводжував Ріку Зараї.
У 1969 році стала відома на Заході головним чином завдяки пісням «Casatchok» та «Alors je chante», а також французькій версії пісні «Vivo cantando» (англ.). Переїхала до Франції, щоб зробити успішну кар'єру в Європі, де виконувала французькі естрадні пісні, а також ізраїльські класичні хіти такі, як Хава нагила, Золотий Єрусалим та інші.
Репертуар був складений з пісень французькою, івритом, англійською, італійською, іспанською та німецькою мовами.
У 2006 році опублікувала біографію під назвою «Завжди є привід для надії» (фр. «L’espérance a toujours raison»).
Жила у Парижі, але періодично й у Ізраїлі. Згідно з повідомленням ізраїльської газети «Едіот Ахронот», у 2008 році перенесла інсульт, який паралізував ліву сторону тіла. Померла в Парижі в 2020 на 83-му році життя.

## Дискографія

### Студійні альбоми
- chante Israël (1962)
- Rika Zaraï (1964)
- Un beau jour je partirai (1967)
- Alors je chante (1969)
- Moi le dimanche (1971)
- Un refrain (1973)
- Chansons d'Israël (1973)
- Ma poupée de France (1975)
- Dad li di (1979)
- Chante l'ami (1982)
- L'espoir (1983)
- sans rancune et sans regret (1985)
- Story (1988)
- Hava (2000)
- Quand les hommes (2007)

### Концертні альбоми
- Olympia 1970 (1970)
- Les beaux jours / Olympia 72 (1972)
- La tournée des idoles — Vol.2 (2007)

### Сингли
- Hava naguila, 1960
- L'olivier, 1960
- Comme au premier jour, 1960
- Exodus, 1961
- Roméo, 1961
- Tournez manèges, 1963
- Elle était si jolie, 1963  (кавер-версія французької пісні Elle était si jolie[en], яка виконувалася на конкурсі Євробачення 1963)
- Et pourtant, 1964
- Michaël, 1964
- Le temps, 1964
- Le temps des vacances, 1965
- Quand je faisais mon service militaire, 1965
- Prague, 1966
- Un beau jour je partirai, 1967
- Casatschock, 1969
- Alors je chante, 1969 (французька версія ізраїльської пісни, яка була виконана на конкурсі Євробачення 1969)
- 21 rue des amours, 1969
- Balapapa, 1970
- Tante Agathe, 1970
- Moi le dimanche, 1971
- Les jolies cartes postales, 1971
- Les beaux jours, 1972
- Les mariés de l'été, 1973
- C'est ça la France, 1973
- Ma poupée de France, 1975
- Sans chemise, sans pantalon, 1975
- Super skate, 1978
- Abanibi, 1978 (французька версія ізраїльської пісни A-Ba-Ni-Bi, яка була виконана на конкурсі Євробачення 1978)
- Alléluia, 1979 (французька версія ізраїльської пісни Hallelujah, яка була виконана на конкурсі Євробачення 1979)
- Ami, 1980
- Hochana, 1985
- Sans rancune et sans regret, 1985
- La bonne santé, 1989
- Oriental hava, 2000
- Le temps des fleurs, 2000
- Chanson pour l'auvergnat, 2008

### Збірники
- Ses 16 plus grands succès (1965) / перевидання 1967
- Chante Israël (1965) / перевидання 1967
- Ses 16 plus grands succès-Vol.2 (1965) / перевидання 1967
- Impact Volume 1 (1973)
- Ses 16 plus grands succès-Vol.3 (1973)
- Succès (1973)
- Collection or-Vol.1 (1973)
- Collection or-Vol.2 (1973) / перевидання 1978
- Le disque d'or (1974)
- Tante Agathe (1974)
- Les plus grands succès de Rika Zaraï (1974)
- Impact Volume 2 (1974)
- Coffret Impact Rika Zaraï et Enrico Macias (1974)
- Impact album 2 disques (1975)
- Reimpréssion (1977)
- Collection or-Chante Israël (1978)
- Ses plus grands succès (1989)
- 30 ans d'amour (1991)
- Les années bel air (2002)
- Les plus grands succès (2002)
- Le meilleur de Rika Zaraï (2003)